# Bezobjawowa kiła układu nerwowego
Bezobjawowa kiła układu nerwowego (łac. neurolues asymptomatica) – postać kiły, znamionująca się jedynie obecnością zmian w płynie mózgowo-rdzeniowym (jednojądrzasta pleocytoza, wzrost poziomu białka i dodatnie odczyny serologiczne), bez jakichkolwiek objawów klinicznych.